# Hanussen
Hanussen és una pel·lícula germano-austro-hongaresa dirigida per István Szabó, estrenada el 1988.

## Repartiment
- Klaus Maria Brandauer: Klaus Schneider/Erik Jan Hanussen
- Erland Josephson: Dr. Bettelheim
- Ildikó Bánsági: Germana Betty
- Walter Schmidinger: Cap de la propaganda
- Károly Eperjes: Capità Tibor Nowotny
- Grazyna Szapolowska: Valery de la Meer
- Colette Pilz-warren: Dagma
- Adrianna Biedrzynska: Wally
- György Cserhalmi: Comte Trantow-Waldbach